# Sardis (Mississippi)
Pour les articles homonymes, voir Sardis.
La ville de Sardis est le siège du comté de Panola, situé dans l'État du Mississippi, aux États-Unis.